# Hemimellitsäure
Hemimellitsäure (1,2,3-Benzoltricarbonsäure) ist neben der Trimellitsäure (1,2,4-Benzoltricarbonsäure) und der Trimesinsäure (1,3,5-Benzoltricarbonsäure) eine der drei möglichen Stellungsisomere der Benzoltricarbonsäuren.
Der Trivialname leitet sich aus der Mellitsäure (Benzolhexacarbonsäure) ab, die wiederum aus Mellit (Honigstein) isoliert wurde. Die Silbe Hemi- kennzeichnet hier die Hälfte an Substituenten.
| Struktur von Mellitsäure            | Struktur von Hemimellitsäure |
| Mellitsäure (Benzolhexacarbonsäure) | Hemimellitsäure              |